# ももくろちゃんZ どうようコレクション
『ももくろちゃんZ どうようコレクション』（ももくろちゃんゼット どうようコレクション）は、ももくろちゃんZ（ももいろクローバーZ）のコンピレーション・アルバムである。2021年5月5日にEVIL LINE RECORDSから発売された。

## 概要
ももいろクローバーZ扮する子供向けユニット「ももくろちゃんZ」による童謡のカバーのコンピレーション・アルバムとなる。ももくろちゃんZから童謡のみのCDがリリースされるのは今作が初となる。
2021年5月5日のCDアルバム発売と同日に配信も開始された。
本作のCDジャケットにはももいろクローバーZが所属しているキングレコード内レーベルEVIL LINE RECORDSと子供向け楽曲を専門に扱うキングレコード内レーベルすく♪いくが刻印されている。
ももくろちゃんZとしてこれまでにリリースされた4枚のCDアルバムに収録された37曲と、音源としては初収録となる8曲の童謡の合計45曲が2枚組のCDに収録されている。
本作には昔から馴染みのある童謡の名曲が季節に沿って収録されており、全曲通して聴いたら日本の四季の情緒や風情が感じられる構成となっている。
本作の発売を記念してももくろちゃんZが歌う童謡が15曲収録された動画「ももくろちゃんZ【童謡集（15曲）】」がももくろちゃんZ公式YouTubeチャンネルにて公開された。

## 収録曲

### Disc 1
- CDの色は、赤。
- 規格品番は、KICG-697[5]。
- 1.いぬのおまわりさん
- 2.春が来た
- 3.ぶんぶんぶん
- 4.チューリップ
- 5.はと
- 6.こいのぼり
- 7.茶つみ
- 8.あめふりくまのこ
- 9.あめふり
- 10.かえるのがっしょう
- 11.七夕さま
- 12.線路はつづくよどこまでも
- 13.ピクニック
- 14.ことりのうた
- 15.めだかの学校
- 16.とんでったバナナ
- 17.アイスクリームのうた
- 18.うみ
- 19.花火
- 20.アイアイ
- 21.南の島のハメハメハ大王
- 22.おばけなんてないさ
- 23.村まつり

### Disc 2
- CDの色は、黄色。
- 規格品番は、KICG-698[5]。
- 1.もりのくまさん
- 2.おもちゃのチャチャチャ
- 3.山の音楽家
- 4.まっかな秋
- 5.かわいいかくれんぼ
- 6.汽車ぽっぽ
- 7.虫のこえ
- 8.とんぼのめがね
- 9.うさぎとかめ
- 10.きのこ
- 11.しょうじょうじのたぬきばやし
- 12.クラリネットをこわしちゃった
- 13.ジングルベル
- 14.あわてん坊のサンタクロース
- 15.お正月
- 16.一月一日
- 17.雪
- 18.うさぎのダンス
- 19.こぎつね
- 20.まめまき
- 21.うれしいひなまつり
- 22.ゆうやけこやけ